# Лыльйок
Лыльйок — река в России, протекает по Ловозерскому району Мурманской области. Длина реки составляет 50 км, площадь водосборного бассейна 504 км².
Начинается в заболоченной тундре на восточном склоне горы Ванчемтыйн на высоте около 300 метров над уровнем моря. Течёт в общем северном направлении среди обильной болотами и мелкими озёрами безлесой местности. В среднем и нижнем течении порожиста. Устье реки находится в 26 км по правому берегу реки Иоканга на высоте 96 метров над уровнем моря.

## Притоки
- В 8,3 км от устья, по левому берегу реки впадает река Пэссьяврпрьэйа[2].
- По правому берегу реки впадает река Эреськонтэйа[2]
- В 22 км от устья, по правому берегу реки впадает река Инцкуры[2].
- В 26 км от устья, по левому берегу реки впадает река Нижняя Пернтпахка[2].

## Данные водного реестра
По данным государственного водного реестра России относится к Баренцево-Беломорскому бассейновому округу, водохозяйственный участок реки — реки бассейна Баренцева моря от восточной границы бассейна реки Воронья до западной границы бассейна реки Иоканга (мыс Святой Нос). Речной бассейн реки — бассейны рек Кольского полуострова, впадает в Баренцево море.
Код объекта в государственном водном реестре — 02010000912101000005327.